# Diego del Corral y Arellano

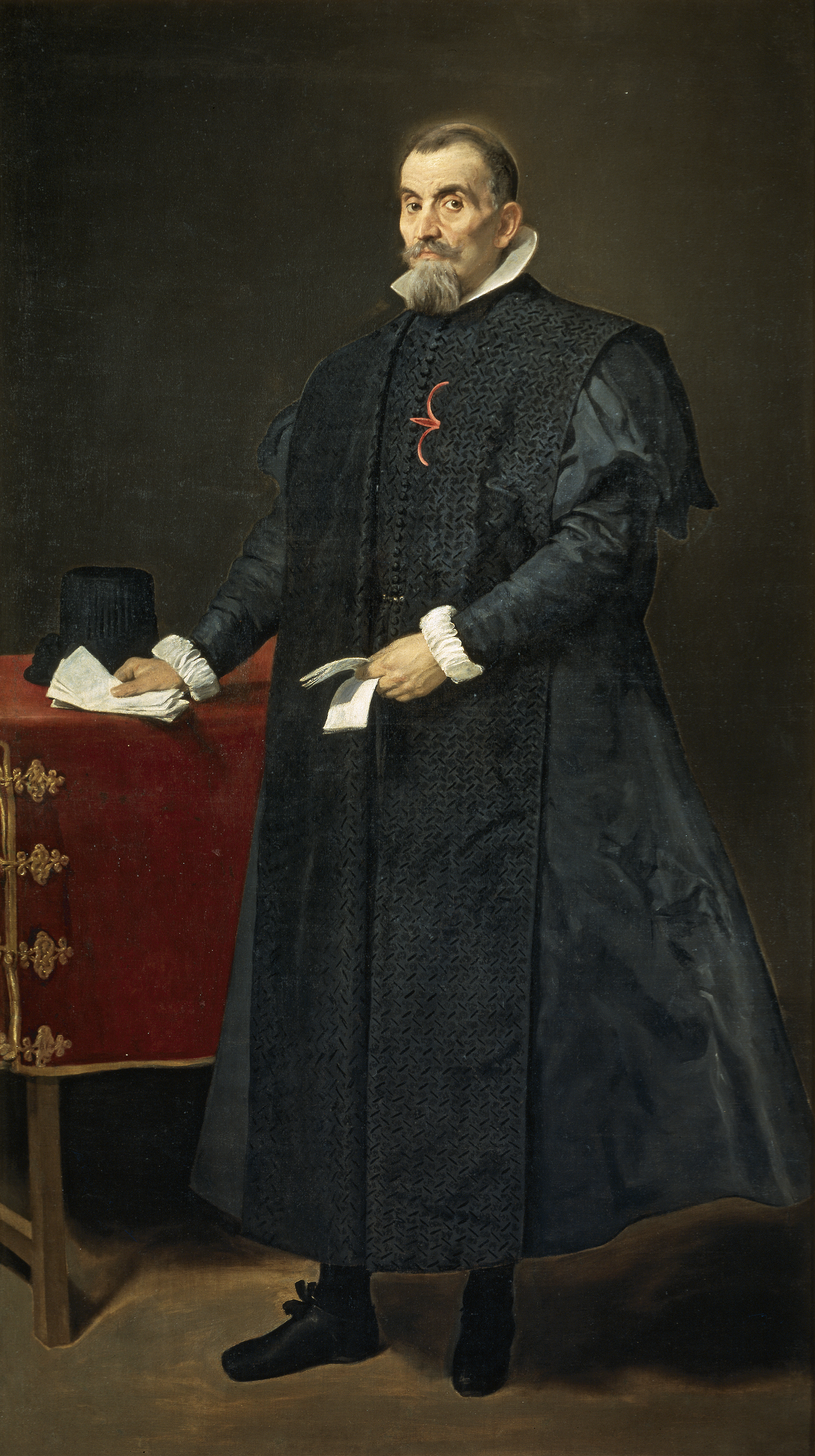
Don Diego del Corral y Arellano por Diego Velázquez, 1632, Madrid, Museo del Prado.

Diego del Corral y Arellano (Santo Domingo de Silos, c. 1570-Madrid, 20 de mayo de 1632) fue un jurisconsulto español, miembro sucesivamente de los consejos de Justicia, de Castilla y de Hacienda.

## Biografía
Hijo de Luis del Corral, funcionario real, y de Isabel Castro-Otáñez, en 1596 ingresó en el Colegio de San Bartolomé de la Universidad de Salamanca en el que se licenció en Cánones. En 1603 obtuvo la cátedra de Clementinas en la misma universidad y tres años después la de Vísperas con tan notable éxito que fue paseado a hombros por las calles de Salamanca. La brillante carrera universitaria pronto fue reconocida con el nombramiento de fiscal de la Audiencia de Valladolid.
Nombrado fiscal del Consejo de Hacienda en noviembre de 1612, hizo el resto de su carrera en Madrid: fiscal del Consejo Supremo de Justicia en 1616. miembro de este consejo en 1618, del Consejo de Castilla en noviembre de 1628 y del Consejo de Hacienda poco más tarde.
De su actividad como fiscal y consejero se ha destacado su actuación como uno de los tres jueces encargados en 1618 de instruir las diligencias contra Rodrigo Calderón, marqués de Siete Iglesias, siendo el único de ellos que votó en contra de aplicar la pena de muerte al favorito del duque de Lerma. La rectitud de su comportamiento en esta causa, sin atender a las presiones del poder, tuvo como recompensa diversas muestras de confianza manifestadas por el nuevo monarca, Felipe IV, que en 1622 le encargó personalmente un informe sobre la conveniencia de aumentar las alcabalas, lo que él desaconsejó. El mismo año fue admitido como caballero de la Orden de Santiago. También por designación directa del rey se le encomendó la visita extraordinaria a la Junta de Aposento, la encargada de repartir a los funcionarios de la corte en las casas de particulares obligadas a dar aposento y a cobrar el impuesto de incómodas y tercias partes a los propietarios de aquellas otras que por sus condiciones y difícil división estaban exentas de tal obligación, encargo que dio lugar a la reorganización del impuesto y la formación de un Libro de las calles de Madrid.
Por encargo del Consejo de Castilla en 1618 redactó un informe en respuesta a una consulta del rey Felipe III sobre las causas de la despoblación del mundo rural y el déficit de la Hacienda pública. Diego del Corral defendía en él que la principal causa de la despoblación eran los abultados impuestos que recaían sobre los vasallos; ello redundaba en la reducción de los ingresos que percibía la Hacienda, lo que solo se podría atajar recortando las mercedes y donaciones concedidas por el rey a los poderosos, pues lo que a unos pocos se daba se quitaba a muchos. Recomendaba, además, que los grandes señores que tenían su residencia en la corte fuesen invitados a marchar a sus posesiones agrarias, que se redujesen las importaciones de productos de lujo y limitar el número de religiosos y las fundaciones de nuevos conventos y monasterios.
En 1627 casó con Antonia de Ipeñarrieta y Galdós, viuda del también fiscal García Pérez de Aracil, con quien tuvo cuatro hijos: Luis, fallecido prematuramente, con el que doña Antonio aparece retratada por Velázquez, Juan Bautista, heredero del mayorazgo, Cristóbal, que siguió los pasos del padre en el mundo del derecho, y Teresa. El 17 de mayo de 1632 entregó su testamento ológrafo por el que reconocía a otros dos hijos habidos antes de este matrimonio, de madre ignorada. Falleció solo unos días después, el 20 de mayo.
Respetado por sus contemporáneos, Juan Pablo Mártir Rizo le dedicó su Norte de príncipes (1626), «por su gran zelo, conocida verdad, y entereza en la administración de la justicia», y Pedro Fernández de Navarrete, dedicó su tratado de la Conservación de Monarquías y Discursos Políticos sobre la gran Consulta que el Consejo hizo al Señor Rey don Felipe Tercero, Madrid, 1626, a glosar el citado informe presentado por Diego del Corral en nombre del Consejo de Castilla en respuesta a la consulta sobre el estado del reino y las medidas precisas para atajar la despoblación de las zonas rurales y el endeudamiento de la real hacienda.